# Eda Ahi
Eda Ahi (ur. 1 lutego 1990 w Tallinnie) – estońska poetka, tłumaczka i dyplomatka.

## Życiorys
Pochodzi z dwujęzycznej rodziny, w której znano zarówno język rosyjski jak i język estoński. Ukończyła studia licencjackie z filologii romańskiej na Uniwersytecie Tallińskim oraz studia magisterskie z kultury rosyjskiej na Uniwersytecie w Tartu. Po ukończeniu studiów pracowała jako dyplomatka na Ukrainie. Zajmuje się również przekładem poezji z języka włoskiego i rosyjskiego, przetłumaczyła z języka rosyjskiego książkę Ałły Gorbunowej, za co nominowano ją do nagrody za przekład poetycki im. Augusta Sangi w 2021 roku. Zasiadała w jury nagrody Esimene Samm dla debiutantów w 2022 roku. Należy do Związku Pisarzy Estońskich.

## Nagrody
- Nagroda Literacka im. Betti Alver(inne języki) za debiutancki tom wierszy Maskiball (2012)[1]
- Nagroda Literacka Uniwersytetu Tallińskiego(inne języki) za tom Sadam (2018)[1]
- Estońska Nagroda Literacka Fundacji Kultury(inne języki) za tom Sõda ja rahutus (2019)[1]

## Twórczość
W jej twórczości można dostrzec wiele odniesień do rosyjskich klasyków, jednak jej poezja pozostaje wierna tradycjom estońskim – uważa, że największy wpływ na nią odegrała twórczość Betti Alver. W debiutanckim tomie znalazły się wiersze sylabotoniczne, natomiast w późniejszych książkach dominuje wiersz wolny.

### Tomy poetyckie
- Maskiball (Värske Rõhk(inne języki), 2012)[1]
- Gravitatsioon (Verb, 2013)[1]
- Julgeolek  (Verb, 2014)[1]
- Sadam  (Verb, 2017)[1]
- Sõda ja rahutus (Verb, 2018)[1]